# St. Joseph (Niederärndt)

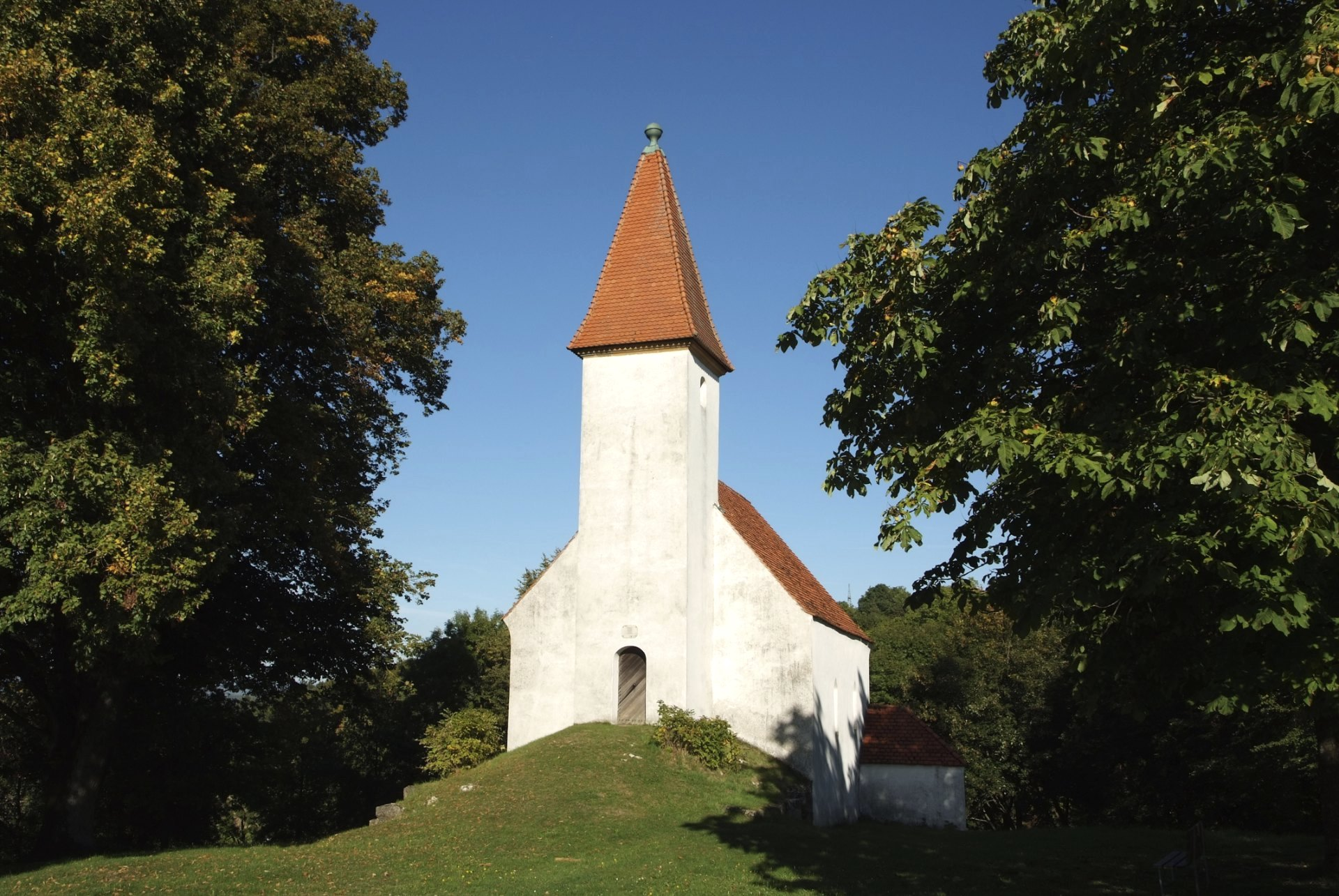
Kirche St. Joseph bei Niederärndt (Edelsfeld)

Die Simultankirche St. Joseph im Ortsteil Niederärndt  der Oberpfälzer Gemeinde Edelsfeld im Landkreis Amberg-Sulzbach von Bayern ist die einzige Simultankirche der Gemeinde Edelsfeld; von katholischer Seite gehört die Kirche zur Katholischen Pfarrei St. Stephanus, Edelsfeld, und von evangelischer Seite zum Evangelisch-Lutherischem Pfarramt Edelsfeld.

## Geschichte
Die Kirche wurde in der Mitte des 12. Jahrhunderts erbaut und verkörpert den Typ einer Dorfkirche des frühen Hochmittelalters. In der ausgehenden Karolingerzeit bestanden diese Kirchen aus einem rechteckigen Langhaus und einer halbrunden und eingezogenen, also einer im Vergleich zum Langschiff schmäleren und in der Regel geosteten Apsis; anstatt eines gemauerten Kirchturms war meist – so auch hier – ein Dachreiter vorhanden. Erst im ausgehenden 12. Jahrhundert setzte sich der Typus einer Chorturmkirche durch.
Bereits 1305 wurde die Kirche als Filialkirche von Eschenfelden erwähnt, die sie auch bis zum Jahre 1816 blieb. Seit 1652 ist sie zu gleichen Teilen Eigentum der evangelischen und der katholischen Pfarrei. Niederärndt selbst gehörte zur Hofmark Sinnleiten.

## Baulichkeit
Die Kirche ist heute ein verputzter Quaderbau mit einem Satteldach und einer eingezogenen, halbkreisförmigen Apsis. Der Westturm mit einem Zeltdach wurde 1892 anstelle des früher vorhandenen Dachreiters errichtet. Der halbrunde Altarraum im Osten, der schmäler und niedriger als das Kirchenschiff ist, blieb unverändert. Ebenso stammt das extrem schmale romanische Fenster im Altarraum mit ausgeschrägter Laibung aus der Erbauungszeit. Die hochgelegenen romanischen Fenster im Langhaus wurden zur besseren Belichtung nachträglich zu Spitzbogenfenstern vergrößert. Unter der Dachtraufe an der Apsis befindet sich ein Gesims aus einem Rundstab mit darüber liegendem Schachbrettfries, gefertigt aus Sandstein. Sonst wurde für die Kirche Kalkstein verwendet. Die Apsis wird vom Langhaus durch einen Apsisbogen getrennt, der auf Kämpferplatten aufliegt. 
Die Mauerzüge an der Westseite der Kirche geben zu der Vermutung Anlass, dass die Kirche aus einer Burgkapelle hervorgegangen ist. Zwei Mauerzüge aus behauenen Dolomitquadern setzen sich nämlich in der Flucht des Langhauses ohne sichtbare Verzahnung fort und bilden ein Quadrat mit einer Seitenlänge von 8 m. Es wird angenommen, dass es sich hierbei um die unteren Steinlagen einer Turmburg handelt. Darauf verweist auch der Flurname Thurnleite, den die Hochfläche zwischen Niederärndt und Edelsfeld trägt.
2014 konnte unter tätiger Mithilfe der Bevölkerung eine Außenrenovierung der Kapelle durchgeführt und das Dach erneuert werden.

## Innenausstattung
In der Apsis befindet sich noch der ursprüngliche gemauerte Altartisch. Die Kanzel und die ungefasste Doppelempore sind protestantischen Ursprungs und wurden eingebaut, um das Platzangebot zu erhöhen; sie stammen aus der Zeit der Renaissance. Auf der umlaufenden Doppelempore findet man als einfache Sitzgelegenheit nur Holzbalken ohne Lehnen, daneben sind an beiden Aufgängen originale Klappstühle vorhanden. Ein Kuriosum ist der in die Emporensäule eingebaute Opferstock.
Im Kirchenschiff ist das Gemälde Die Flucht der Heiligen Familie nach Ägypten zu sehen.